# Lycoperdina canariensis
Lycoperdina canariensis là một loài bọ cánh cứng trong họ Endomychidae. Loài này được Gillerfors miêu tả khoa học năm 1991.